# Dominacja (biologia)
Dominacja – wskaźnik używany w badaniach faunistycznych i zoocenologicznych.
W sensie matematycznym dominacja jest tożsama z udziałem procentowym. Niesie jednak inną treść ekologiczną. Dla przypadkowego zbioru prób poprawniejsze byłoby pisanie o udziale procentowym. Jeśli jednak sposób zbierania prób pozwala je traktować jako odzwierciedlenie układu ekologicznego, wtedy właściwe jest pisanie o dominacji. Dla przykładu w materiale zbieranym w krajobrazie – dla całości materiału właściwsze byłoby używanie "udział procentowy" danego gatunku (udział w zbiorze), natomiast dla poszczególnych zbiorników wodnych można już pisać o dominacji. Ale jeśli dobór stanowisk i liczba prób odpowiadają ilości i powierzchni danych siedlisk i środowisk, można pisać o dominacji w odniesieniu do całości materiału. W tym sensie dominacja odnosić się będzie do całego krajobrazu.
Dominacja wskazuje na udział ilościowy danego gatunku w badanym ekosystemie (układzie ekologicznym), a nie tylko o udziale procentowym w zebranym materiale. Zawsze w mniejszym czy większym stopniu dominacja obarczona jest pewnym błędem i niedokładnością. 
Dominację wyliczamy ze wzoru:  
{\displaystyle D_{i}={\frac {n_{i}}{N}}\cdot 100\%}
gdzie: 
Di – dominacja i-tego gatunku,
ni – liczebność i-tego gatunku,
N – łączna liczebność wszystkich gatunków. 
W takim ujęciu dominacja odnosi się do liczebności. Jednakowo więc traktowany jest osobnik mały i osobnik duży, a przecież ich znaczenie w ekosystemie jest różne. Dlatego czasem dominacja wyliczana jest nie dla liczebności a dla biomasy (Kasprzak i Niedbała, 1981).
Dominacja (D) odnosi się do pojedynczego gatunku, charakteryzuje jego udział w biocenozie. Można znaleźć inny wzór wskaźnika dominacji (według Simpsona, 1949, za Odumem, 1982), jednak odnoszący się do całej biocenozy:
{\displaystyle c=\sum _{i}\left({\frac {n_{i}}{N}}\right)^{2}}
gdzie: 
c – wskaźnik dominacji Simpsona
ni – współczynnik znaczenia dla każdego gatunku (liczba osobników, biomasa, produkcja itd.),
N – suma współczynników znaczenia.
Wskaźnik dominacji Simpsona (c) służy do porównywania całych biocenoz (zoocenoz), natomiast dominacja (D) służy do porównywania gatunków w ramach biocenozy (co nie przeszkadza porównywać zoocenozy ze względu na dominujące gatunki). W badaniach zoocenologicznych wykorzystuje się zazwyczaj tylko liczebność. 